# 基督教宣道會宣基小學
基督教宣道會宣基小學（英語：C&MA Sun Kei Primary School），簡稱宣基、宣小、SKPS，是一間位於香港新界將軍澳市中心的全日制政府資助小學，現時的學校由基督教宣道會香港區聯會於1998年復辦，其前身為位於觀塘秀茂坪邨、於1967年創立的宣基學校。

## 歷史
學校的前身為位於秀茂坪（三）邨的基督教宣道會宣基學校。原校自1965年起籌辦，至1967年9月開辦，首年招收小一及小四學生，至1970年首批學生畢業。由於原來的校舍被列入整體重建計劃，早於1992年或以前停辦下午校，而上午校亦於1995/96學年結束後停辦，未畢業學生均由秀茂坪天主教小學接收。
及後，適逢寶血會嘉靈學校於1997年成功爭取在深水埗原區安置後，放棄原來在尚德邨獲分配的小學校舍。因此，宣小在同年7月獲分配該校舍，從而得以復辦。但是，由於校舍施工需時，宣小仍要停辦兩年，至1998年9月才在現址重開。
同一辦學團體創辦的基督教宣道會宣基中學曾為該校聯繫中學，即扣除自行收生學額外，餘下的25%學位為聯繫小學學位，惟已於2017-18年度結束聯繫關係。

## 校舍

### 秀茂坪舊址
位於秀茂坪（三）邨的宣基學校舊址，為一所標準的「火柴盒」小學，鄰近該邨的第35座籃球場。該校舍連同地下樓高6層。值得一提的是，該校舍是全港首批獨立式設計的同類校舍。
由於整體重建計劃的緣故，宣基學校舊址於1996年7月關閉，現址已重建為同一屋邨的秀雅樓。

### 現址
現存校舍為一座1995年版靈活式校舍，佔地6,211平方米，設備完善。除了三十個標準課室、籃球場、有蓋操場、大禮堂、學生活動中心、圖書館、電腦室、小禮堂、活動室、多媒體學習中心外，該校亦建立了互聯網及內聯網系統。
值得一提的是，宣基小學新校舍連同鄰近的兩座靈活式校舍，為尚德邨第8期工程，亦是英屬香港時代最後一批動工的標準型校舍，於1997年5月動工，均由榮懋建築承建。

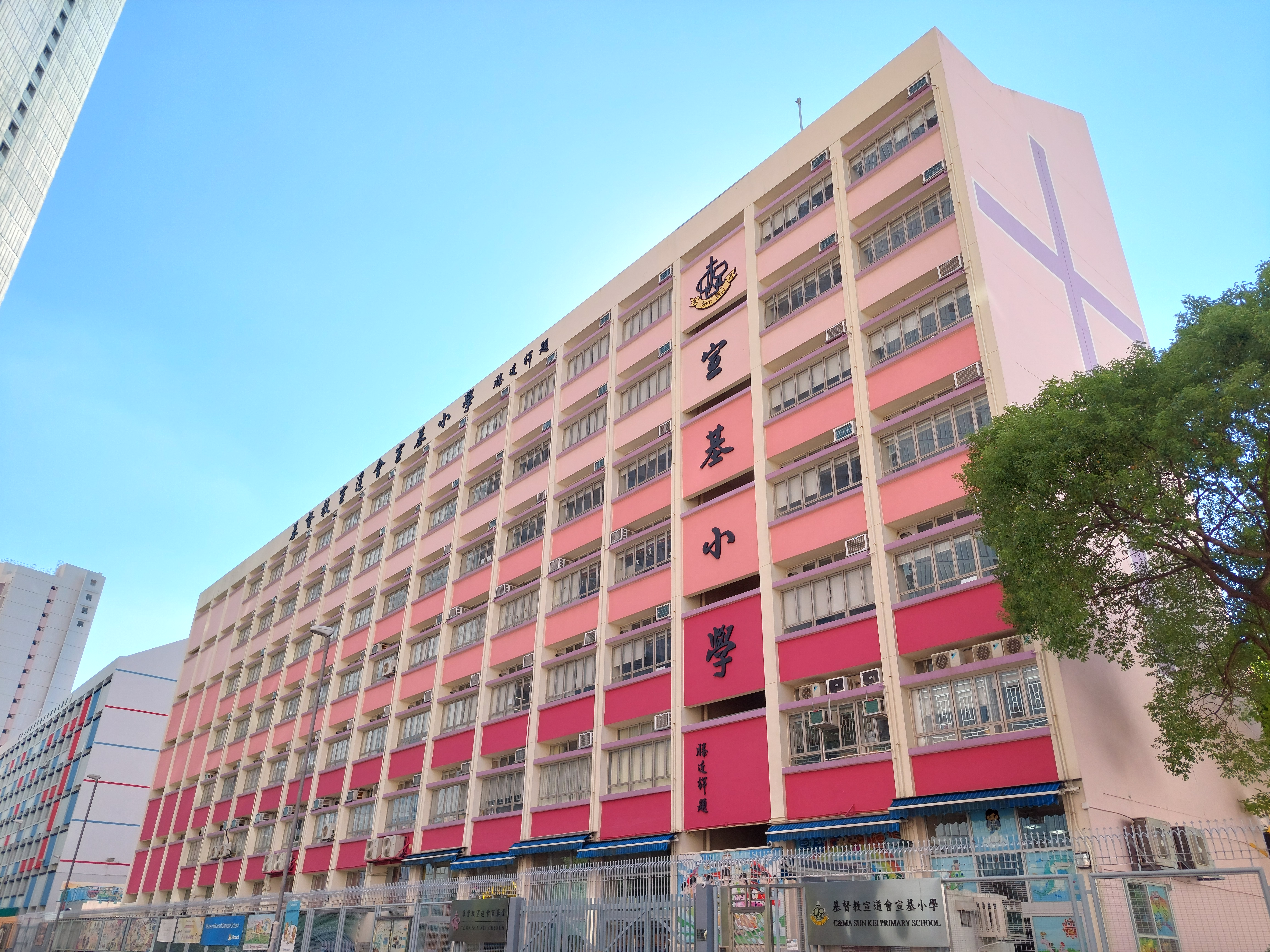
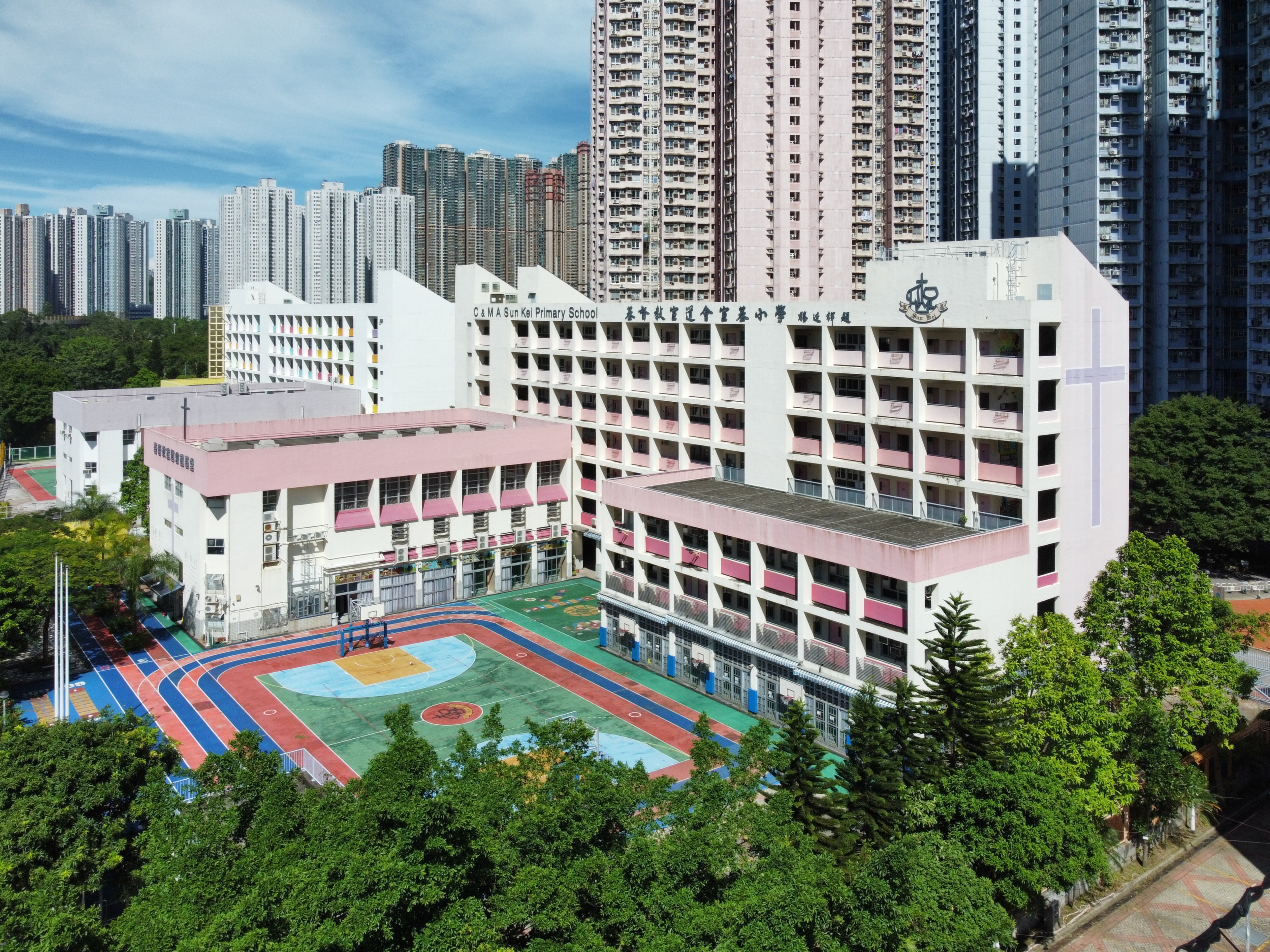
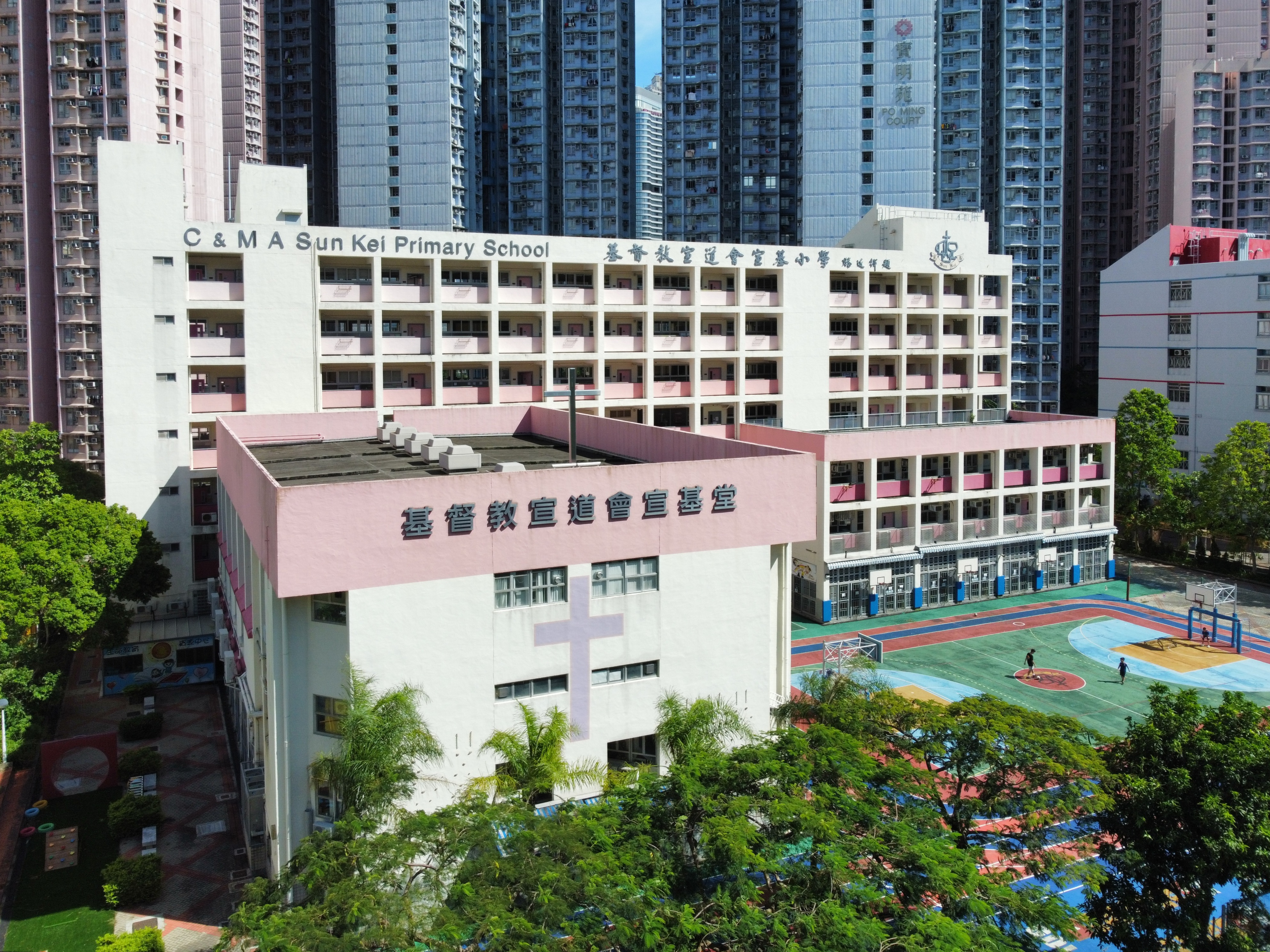

## 報道
此校於現址復辦後，雖然只有20年歷史，但已屢獲殊榮，更獲不少傳媒訪問。
2006-2007年，香港電台教育電視特備節目組採訪該校中文科校本課程，並於教育電視頻道播放。同年，有線電視、《星島日報》及《經濟日報》（《Take Me Home》）採訪科學日活動情況。無綫電視採訪創新科技學會同學的活動情況。創新科技學會歷屆同學均在國際重要賽事獲優異成績，計有WRO國際機器人奧林匹克大賽小學組金獎及全國青少年機器人競賽金,銀,銅獎等不同殊榮。
2007-2008年，《星島日報》採訪創新科技學會同學參加第八屆全國青少年機人競賽。
2008-2009年度，《星島日報》訪問創新科技學會教練鄭家明老師榮獲第八屆全國青少年機器人競賽全國十位優秀教師之一。

## 歷任行政人員

### 校監
- 滕近輝牧師（約1980年代）
- 畢德富牧師（約1990年代初-1996年，1998年-不早於2003年[7]）
- 張觀運牧師
- 龐憶華博士（現任校監；曾任基督書院校長及香港教育大學教授）[8]

### 校長

#### 舊校上午校
- 謝金德先生（約1980年代中-1996年）[9]

#### 舊校下午校
- 曾美英女士（1967年-不遲於1983年，創校校長）[1]
- 陳國聲先生（不早於1983年-？，第二任）[9]

#### 新校
- 薛鳳鳴女士（1998年-2011年[10]，復辦後首任校長；後轉任浸信會沙田圍呂明才小學第二任校長）
- 鄭堅民先生（2011年-2021年，復辦後第二任）
- 劉心怡女士（2021年起，現任校長）

## 著名/傑出校友
舊校
- 甄志強：前香港亞洲電視及無綫電視男演員[註 2]
- 陳松伶：香港女歌手、演員

新校
- 陳約臨（2007年）：香港女藝人、2016年度國際小姐「亞洲皇后」[11]、兼職電台節目主持及講師

## 外部連結
- 基督教宣道會宣基小學 （页面存档备份，存于）